# ベンジャミン・マッケンジー
ベンジャミン・マッケンジー・シェンカン（Benjamin mckenzie Schenkkan, 1978年9月12日 - ）は、アメリカ合衆国出身の俳優、監督、脚本家。ベン・マッケンジーと表記されることもある。

## 略歴
テキサス州オースティン出身。バージニア大学で国際関係と経済学を学ぶ。卒業後、役者を志してニューヨークに移り、オフ・ブロードウェイ等の舞台に出演するようになる。身長は175cm。

## キャリア
2003年から始まったテレビドラマ『The O.C.』で主演のライアン・アトウッドを演じて広く知られるようになった。
2014年より主演を務めたテレビドラマ『GOTHAM/ゴッサム』のシーズン3第16話「ペンギンの復活』で初監督を担当した。それ以降計3話の監督、計2話の脚本を担当。

## 私生活
俳優・脚本家のロバート・シェンカンは叔父。女優のサラ・ドリューははとこ。
2015年にはドラマ『GOTHAM/ゴッサム』で共演した俳優モリーナ・バッカリンと交際と彼女の妊娠が公表され、翌年に第一子となる娘フランシスが誕生。2017年に正式に結婚している。
2024年、『The O.C.』にて共演していたミーシャ・バートンと2003年の放送当時に交際していたことがポッドキャスト「Call Her Daddy」にて明かされた。
東京コミコン2024に妻であるモリーナ・バッカリンと参加することが発表された。

## フィルモグラフィー

### 映画
| 年   | 題名                                            | 役名                   | 備考           | 日本語吹替 |
| ---- | ----------------------------------------------- | ---------------------- | -------------- | ---------- |
| 2005 | Junebug                                         | ジョニー・ジョンステン |                |            |
| 2007 | 88ミニッツ 88 Minutes                           | マイク・ステンプ       | 最上嗣生       |            |
| 2013 | 世界の終り Goodbye World                        | ニック・ランドワース   | 日本劇場未公開 |            |
| 2014 | おとなのワケあり恋愛講座 Some Kind Of Beautiful | ブライアン             |                | 内野孝聡   |
| 2019 | ザ・レポート The Report                         | CIA職員                | 不明           |            |
| 2019 | ライブリポート Line of Duty                     | ディーン・ケラー       | 関口雄吾       |            |
| 2022 | I Want You Back                                 | レイトンの父           |                |            |

### テレビシリーズ
| 年        | 題名                           | 役名                 | 備考                                             | 日本語吹替 |
| --------- | ------------------------------ | -------------------- | ------------------------------------------------ | ---------- |
| 2002      | The District                   | ティム・ラスキン     | 計1話出演                                        |            |
| 2003      | 犯罪捜査官ネイビーファイル JAG | スペンサー           | 第8シーズン第17話「消えた魚雷」                  |            |
| 2003-2007 | The O.C.                       | ライアン・アトウッド | 計92話出演                                       | 小野大輔   |
| 2004      | マッドTV! MADtv                | ライアン・アトウッド | 計1話出演                                        |            |
| 2009-2013 | サウスランド Southland         | ベン・シャーマン     | 計42話出演                                       |            |
| 2014-2019 | GOTHAM/ゴッサム Gotham         | ジェームズ・ゴードン | 計100話出演 計3話での監督及び計2話での脚本を担当 | 小野大輔   |

## 日本語吹き替え
『The O.C.』以降、小野大輔が最も多く担当している。
また、小野は2015年に『GOTHAM/ゴッサム』の対談企画で来日したマッケンジー本人と対面を果たしている。対談で演技論について語り合うなかで、マッケンジーは小野について「分身に出会えたような感覚だよ。自分を映す鏡のような存在だね。」と評した。小野は「できればこれから先もずっとベン・マッケンジーの声は小野大輔がやりたいと思っています。」と宣言すると、マッケンジーも「うれしいね。ぜひお願いしたい。」と伝え、公認を受けた。
このほかにも、最上嗣生、内野孝聡、関口雄吾なども声を当てている。